# Ginger Rogers
Ginger Rogers (nascida Virginia Katherine McMath; Independence, 16 de julho de 1911 — Rancho Mirage, 25 de abril de 1995) foi uma actriz, dançarina e cantora norte-americana. Durante a década de 1940, ela foi uma das estrelas mais bem pagas de Hollywood, aparecendo em vários filmes de sucessos como Kitty Foyle (1940), Seus Três Amores (1941), Pernas Provocantes (1942), A Incrível Suzana (1942), A Mulher Que não Sabia Amar (1944) e Aqui Começa a Vida (1945).

## Biografia
O nome Ginger surgiu quando, ainda menina, a sua prima mais nova não conseguia dizer Virginia e então dizia "Ginja". Sua mãe foi a grande incentivadora de sua carreira, que começou aos 15 anos em vaudevilles.
Aos 19 anos estreou em Hollywood no filme Inconstância, produzido pela Paramount. Conheceu Fred Astaire na década de 1930 e com ele fez dez filmes musicais, tornando-se uma das suas mais célebres parceiras.
Em 1941 recebeu um Óscar de Melhor Actriz pelo seu papel em Kitty Foyle, num papel dramático. Trabalhou em Hollywood até 1971 e casou-se cinco vezes. Fez quase 100 filmes entre musicais, comédias e dramas.

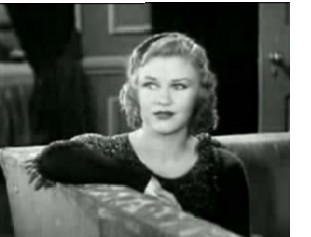
Ginger em um de seus primeiros filmes, em 1932, The Guest Thirteenth

Ginger Rogers faleceu no dia 25 de abril de 1995, de insuficiência cardíaca congestiva, aos
83 anos. Encontra-se sepultada no Oakwood Memorial Park Cemetery, Chatsworth, Condado de Los Angeles, Califórnia nos Estados Unidos.

## Filmes comFred Astaire
- 1933 – Flying Down to Rio
- 1934 – The Gay Divorcee
- 1935 – Roberta
- 1935 – Top Hat
- 1936 – Follow the Fleet
- 1936 – Swing Time
- 1937 – Shall we Dance?
- 1938 – Carefree
- 1939 – The Story of Vernon and Irene Castle
- 1949 – The Barkleys of Broadway

## Filmografia
- 1965 - Harlow
- 1965 - Cinderella - (TV)
- 1964 - The Confession
- 1957 - Oh, Men! Oh, Women!
- 1956 - Teenage Rebel

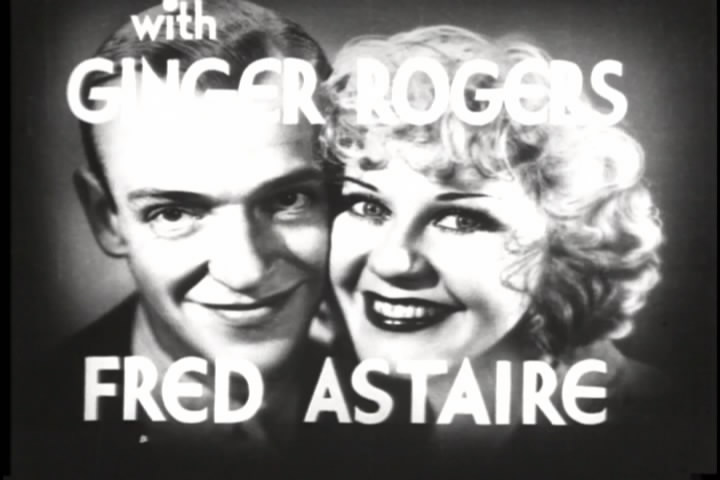
Ginger Rogers e Fred Astaire em Flying Down to Rio.

- 1956 - The First Traveling Saleslady
- 1955 - Tight Spot
- 1954 - Black Widow
- 1954 - Beautiful Stranger
- 1954 - Forever Female
- 1952 - Monkey Business
- 1952 - Dreamboat
- 1952 - We're Not Married!
- 1951 - The Groom Wore Spurs
- 1951 - Storm Warning
- 1950 - Perfect Strangers
- 1949 - The Barkleys of Broadway
- 1947 - It Had to Be You
- 1946 - Magnificent Doll
- 1946 - Heartbeat
- 1945 - Week-End at the Waldorf
- 1944 - I'll Be Seeing You
- 1944 - Lady in the Dark
- 1943 - Tender Comrade
- 1942 - Once Upon a Honeymoon
- 1942 - The Major and the Minor
- 1942 - Tales of Manhattan
- 1942 - Roxie Hart
- 1941 - Tom, Dick and Harry
- 1940 - Kitty Foyle
- 1940 - Lucky Partners
- 1940 - Primrose Path
- 1939 - Fifth Avenue Girl
- 1939 - Bachelor Mother
- 1939 - The Story of Vernon and Irene Castle
- 1938 - Carefree
- 1938 - Having Wonderful Time
- 1938 - Vivacious Lady
- 1937 - Stage Door
- 1937 - Shall We Dance
- 1936 - Swing Time
- 1936 - Follow the Fleet
- 1935 - In Person
- 1935 - Top Hat
- 1935 - Star of Midnight
- 1935 - Roberta
- 1935 - Romance in Manhattan
- 1934 - The Gay Divorcee
- 1934 - Change of Heart
- 1934 - Finishing School
- 1934 - Upperworld
- 1934 - Twenty Million Sweethearts
- 1933 - Flying Down to Rio
- 1933 - Sitting Pretty
- 1933 - Chance at Heaven
- 1933 - Rafter Romance
- 1933 - A Shriek in the Night
- 1933 - Don't Bet on Love
- 1933 - Professional Sweetheart
- 1933 - Gold Diggers of 1933
- 1933 - 42nd Street
- 1933 - Broadway Bad
- 1932 - You Said a Mouthful
- 1932 - Hat Check Girl
- 1932 - The Thirteenth Guest
- 1932 - The Tenderfoot
- 1932 - Carnival Boat
- 1931 - Suicide Fleet
- 1931 - The Tip-Off
- 1931 - Honor Among Lovers
- 1930 - Follow the Leader
- 1930 - Office Blues
- 1930 - Queen High
- 1930 - The Sap from Syracuse
- 1930 - Young Man of Manhattan
- 1930 - Campus Sweethearts
- 1930 - A Night in a Dormitory
- 1929 - A Day of a Man of Affairs